# Othello (Washington)
Othello és una població dels Estats Units a l'estat de Washington. Segons el cens del 2000 tenia 5.847 habitants.

## Demografia
Segons el cens del 2000, Othello tenia 5.847 habitants, 1.788 habitatges, i 1.412 famílies. La densitat de població era de 752,5 habitants per km².
Dels 1.788 habitatges en un 48,8% hi vivien nens de menys de 18 anys, en un 60,6% hi vivien parelles casades, en un 13,5% dones solteres, i en un 21% no eren unitats familiars. En el 17,4% dels habitatges hi vivien persones soles el 7,2% de les quals corresponia a persones de 65 anys o més que vivien soles. El nombre mitjà de persones vivint en cada habitatge era de 3,24 i el nombre mitjà de persones que vivien en cada família era de 3,66.
Per edats la població es repartia de la següent manera: un 36,1% tenia menys de 18 anys, un 12% entre 18 i 24, un 26,3% entre 25 i 44, un 17,1% de 45 a 60 i un 8,6% 65 anys o més.
L'edat mediana era de 26 anys. Per cada 100 dones de 18 o més anys hi havia 100,7 homes.
La renda mediana per habitatge era de 30.291 $ i la renda mediana per família de 31.282 $. Els homes tenien una renda mediana de 28.423 $ mentre que les dones 21.455 $. La renda per capita de la població era d'11.409 $. Aproximadament el 18,4% de les famílies i el 24% de la població estaven per davall del llindar de pobresa.

## Poblacions més properes
El següent diagrama mostra les poblacions més properes.